# Ivano Bucci
Ivano Bucci (ur. 1 grudnia 1986) – sanmaryński lekkoatleta specjalizujący się w biegu na 400 metrów.
Reprezentował San Marino podczas igrzysk olimpijskich w Pekinie gdzie z czasem 48,54 odpadł w eliminacjach. Swoją międzynarodową karierę rozpoczął od startu w mistrzostwach świata juniorów młodszych w roku 2003. Uczestnik mistrzostw Europy oraz mistrzostw świata. Bucci startował także trzykrotnie w igrzyskach małych państw Europy zdobywając w roku 2005 oraz 2009 brązowy medal tej imprezy. Reprezentuje klub La Fratellanza 1874 z Modeny.

## Osiągnięcia
| Rok  | Impreza                               | Miejsce          | Lokata            | Konkurencja        | Wynik |
| ---- | ------------------------------------- | ---------------- | ----------------- | ------------------ | ----- |
| 2003 | Mistrzostwa świata juniorów młodszych | Sherbrooke       | –                 | Bieg na 400 m      | DNF   |
| 2005 | Igrzyska małych państw Europy         | Andorra la Vella | 3. miejsce        | Sztafeta 4 × 400 m |       |
| 2005 | Mistrzostwa Europy juniorów           | Kowno            | el. – 19. miejsce | Bieg na 400 m      | 49,95 |
| 2006 | Mistrzostwa Europy                    | Göteborg         | el. – 8. miejsce  | Bieg na 400 m      | 48,86 |
| 2007 | Igrzyska małych państw Europy         | Monako           | 4. miejsce        | Bieg na 400 m      |       |
| 2007 | Mistrzostwa świata                    | Osaka            | el. – 48. miejsce | Bieg na 400 m      | 48,07 |
| 2008 | Igrzyska olimpijskie                  | Pekin            | el. – 7. miejsce  | Bieg na 400 m      | 48,54 |
| 2009 | Igrzyska małych państw Europy         | Nikozja          | 3. miejsce        | Bieg na 400 m      | 49,29 |
| 2009 | Igrzyska śródziemnomorskie            | Pescara          | el. – 6. miejsce  | Bieg na 400 m      | 49,41 |
| 2009 | Mistrzostwa świata                    | Berlin           | el. – 75. miejsce | Bieg na 100 m      | 11,24 |
| 2011 | Igrzyska małych państw Europy         | Schaan           | 3. miejsce        | Sztafeta 4 × 100 m | 42,21 |
| 2013 | Igrzyska małych państw Europy         | Luksemburg       | 3. miejsce        | Sztafeta 4 × 100 m | 42,72 |

## Rekordy życiowe
| Konkurencja   | Rezultat | Data             | Miasto     |
| ------------- | -------- | ---------------- | ---------- |
| Bieg na 100 m | 10,93    | 2 maja 2009      | San Marino |
| Bieg na 400 m | 48,07    | 28 sierpnia 2007 | Osaka      |